# Evangelischer Diakonieverein Berlin-Zehlendorf
Der Evangelische Diakonieverein Berlin-Zehlendorf e. V. ist Träger der Diakonischen Gemeinschaft. Die Diakonische Gemeinschaft Berlin-Zehlendorf geht auf die Schwesternschaft des Ev. Diakonievereins zurück und wurde als evangelische Schwesternschaft von und für Frauen im Jahr 1895 gegründet. Sie trägt den Namen Diakonische Gemeinschaft Berlin-Zehlendorf seit 2018.

## Geschichte
Der Evangelische Diakonieverein wurde 1894 von dem Theologieprofessor Friedrich Zimmer gegründet, um sich sozialer, diakonischer und berufspolitischer Erfordernisse anzunehmen.
Ziele waren dabei, für Frauen Möglichkeiten zu schaffen, einen Beruf zu erlernen und ihn eigenständig auszuüben. Auch versuchte Zimmer für die Kirche besonders Frauen als aktive Gemeindeglieder zu gewinnen. Da zur gleichen Zeit die Krankenhäuser im Zuge des medizinischen Fortschrittes geeignetes Pflegepersonal benötigten, engagierte sich der Verein für eine einheitliche und strukturierte Aus- und Fortbildung.
Der Verein stand jungen Mädchen und ledigen Frauen offen, die einen diakonischen Beruf erlernen wollten. Durch die Ausbildung wurden sie in die Lage versetzt, als Frauen und Mütter in der Familie, als Kirchenmitglieder und als Bürgerinnen im Staat Verantwortung zu übernehmen. Im Juli 1894 wurde das erste Diakonieseminar für Krankenpflege am Städtischen Krankenhaus in Elberfeld eröffnet. Im Jahr 1895 schlossen sich die nach der Ausbildung im Beruf verbliebenen Schwestern zu einem Schwesternverband zusammen. Erste Oberin war Anna Margarethe van Delden. Diakonieseminare als Ausbildungsstätten wurden überall im Deutschen Reich gegründet. Als Zentrale wurde in Berlin 1899 das „Heimathaus“ errichtet, das 1928 durch einen Neubau ersetzt wurde.
1897 erschien die erste Vereinszeitschrift „Blätter aus dem Evangelischen Diakonieverein“. Deren Schriftleiter, Vorstandsmitglied und Pastor Paul Pilgram, baute eine vereinseigene zusätzliche Altersversorgung für die Diakonieschwestern auf.
Als die Nationalsozialisten unmittelbar nach dem „Tag der nationalen Arbeit“ 1933 die Zusammenführung aller Schwesternverbände anstrebten, wurde auch der Evangelische Diakonieverein dem Dachverband Reichsfachschaft Deutscher Schwestern und Pflegerinnen unterstellt. Die Vereinszeitschrift durfte ab 1941 nicht mehr erscheinen; die Diakonieseminare wurden von der NS-Schwesternschaft übernommen.
Nach Kriegsende wurde eine Zweigstelle des Vereins in Göttingen – im Gebiet der westlichen Besatzungszone – gegründet. In der damals sowjetisch besetzten Zone wurden bis 1950 die meisten Diakonieseminare geschlossen. Die Göttinger Zweigstelle wurde mit der Wiedervereinigung überflüssig und daher 1992 aufgelöst.
Die 1935 aufgenommene Arbeit im Krankenhaus Al Moassat im ägyptischen Alexandria musste 1939 unterbrochen werden, wurde aber von 1949 bis 1969 wieder fortgeführt. Seit 1950 erscheint wieder eine Vereinszeitschrift, „Die Diakonieschwester“.
Bis Ende der 1980er Jahre bestand für unverheiratete Diakonieschwestern die Pflicht, im Schwesternwohnheim zu wohnen; Schülerinnen mussten die Tracht auch während des Unterrichts tragen. Schwangere mussten aus der Schwesternschaft austreten und
gegebenenfalls ihre Ausbildung abbrechen. Durch Änderung der Vereinssatzung 1992 können sowohl verheiratete und katholische Frauen als auch Männer, die in den Diakonieseminaren ausgebildet werden oder in den angeschlossenen Häusern
arbeiten, ordentliche Mitglieder werden.
Seit 1991 können in der Krankenpflege aktive Vereinsmitglieder zwischen zwei schwesternschaftlichen Vergütungsformen wählen, der genossenschaftlichen und der nach Tarif. Die Trachtordnung wurde erneuert; statt des bisherigen Arbeitskleides mit dazugehöriger Haube konnte ab 1995 nun auch ein Hosenanzug getragen werden. Seit dem 1. Januar 2015 können nicht nur evangelische Frauen der Schwesternschaft des Evangelischen Diakonievereins Berlin-Zehlendorf e. V. beitreten, sondern auch Angehörige einer Kirche oder einer kirchlichen Gemeinschaft der Arbeitsgemeinschaft Christlicher Kirchen in Deutschland (ACK).

## Vereins- und Ausbildungsarbeit
In rund 50 Kliniken, Alten- und Pflegeeinrichtungen widmen sich die Diakonieschwestern und -brüder der Kranken-, Kinderkranken-, Entbindungs- und Altenpflege. Laut Vereinsangaben verstehen diese Frauen und Männer Leben und Beruf als Diakonie im Auftrag Jesu Christi. Für sie besteht eine eigene Vertretungsregelung analog zur Mitarbeitervertretungsordnung (MAVO). Das Gremium ist der Gemeinschaftsrat. Das Erkennungszeichen jeder Diakonieschwester und jedes Diakoniebruders ist die Brosche mit der „Diakonierose“ als Symbol für den christlichen Auftrag. Diese Brosche kennzeichnet die Stellung des jeweiligen Vereinsangehörigen innerhalb des Vereines: So tragen Schüler, Orientierungsjahr-, Stamm- und Verbandsschwestern bzw. -brüder jeweils eine anders gestaltete Ausführung der Brosche.
Die Mitgliedschaft in der Diakonischen Gemeinschaft beginnt meist mit der Ausbildung in einem der Diakonieseminare; sie ist vom Personenstand unabhängig. Die Ausbildung steht auch Christen anderer Konfession sowie Männern offen. Der Evangelische Diakonieverein bildet deutschlandweit an 25 Standorten zur Pflegefachfrau bzw. zum Pflegefachmann und zur Hebamme bzw. Entbindungspfleger aus. An den Diakonieseminaren ist die staatlich geregelte Berufsausbildung kombiniert mit zusätzlichen diakonischen und geistlichen Angeboten. Für zusätzliche Seminare neben der Ausbildung betreibt der Diakonieverein in Berlin das Kompetenzzentrum Bildung.

## Mitgliedschaften und Kooperationen
Der Evangelische Diakonieverein verfolgt gemeinnützige, mildtätige und kirchliche Zwecke und ist Mitglied des Diakonischen Werkes der Evangelischen Kirche in Deutschland e. V. Er kooperiert mit der Arbeitsgemeinschaft Deutscher Schwesternverbände und Pflegeorganisationen e. V. (ADS) und ist seit 2003 Träger des Kompetenzzentrums Bildung für die Fort- und Weiterbildung in den Pflegeberufen in Berlin-Zehlendorf. Zudem ist er Mitglied im Deutschen Pflegerat (DPR). Der Diakonieverein ist alleiniger Träger der Kreiskrankenhaus Rotenburg an der Fulda Betriebs GmbH und der milaa gGmbH. Außerdem ist der Diakonieverein Mehrheitsgesellschafter der folgenden Einrichtungen: der Kinderklinik Garmisch-Partenkirchen gGmbH (Deutsches Zentrum für Kinder- und Jugendrheumatologie, Zentrum für Schmerztherapie junger Menschen) und der Ev. Pflegeheim Lutherstift gGmbH in Berlin. Zudem ist der Diakonieverein Mitgesellschafter der folgenden Einrichtungen: der Diakoniestation van Delden gGmbH in Berlin, der Diakonie-Hospiz Wannsee gGmbH in Berlin und der Ev. Krankenhaus Königin Elisabeth Herzberge gGmbH in Berlin.

## Tätigkeitsorte
Einrichtungen, in denen der Evangelische Diakonieverein Berlin-Zehlendorf über Gestellungsverträge tätig ist:
| Ort                    | Einrichtung |
| ---------------------- | --- |
| Berlin                 | - Diakonie-Hospiz-Wannsee gGmbH, - Evangelisches Krankenhaus Königin Elisabeth Herzberge gGmbH, - Malteser-Krankenhaus, - St. Josephs-Krankenhaus Berlin-Tempelhof gGmbH (zum Elisabeth Vinzenz Verbund), - milaa gGmbH (Tochtergesellschaft des Evangelischen Diakonievereins für Flüchtlings- und Notunterkünfte), - Evangelisches Waldkrankenhaus Spandau gGmbH |
| Chemnitz               | - Zeisigwaldkliniken Bethanien Chemnitz |
| Düsseldorf             | - Diakonieseminare im Evangelischen Krankenhaus, Hospiz |
| Duisburg               | - Evangelisches Krankenhaus Bethesda zu Duisburg GmbH |
| Frankfurt am Main      | - Bürgerhospital - Clementine Kinderhospital Dr. Christ’sche Stiftung gGmbH |
| Fürth                  | - Klinikum Fürth |
| Garmisch-Partenkirchen | - Kinderklinik Garmisch-Partenkirchen - Deutsches Zentrum für Kinder- und Jugendrheumatologie |
| Halle                  | - Krankenhaus Martha Maria (zum Diakoniewerk Martha-Maria) |
| Hamburg                | - Bethesda Krankenhaus Bergedorf - Universitätsklinikum Hamburg-Eppendorf (UKE) - Albertinen-Krankenhaus und das Albertinen-Haus – Zentrum für Geriatrie und Gerontologie in Hamburg-Schnelsen |
| Hofgeismar             | - Ev. Krankenhaus Gesundbrunnen in Hofgeismar – Zentrum für Geriatrie und Neurologie |
| Holzminden             | - Agaplesion Evangelisches Krankenhaus Holzminden |
| Köln-Lindenthal        | - Evangelischen Krankenhaus Köln-Weyertal (gehört zur Holding Evangelische Kliniken Rheinland gGmbH) - Ev. Krankenpflegeschule Köln Träger-gGmbH - Ev. Krankenhaus Kalk gGmbH |
| Meiningen              | - Sozialwerk Meiningen Beispiel |
| Mülheim an der Ruhr    | - ATEGRIS GmbH - Evangelisches Krankenhaus Mülheim (gehört zu ATEGRIS) - Evangelisches Krankenhaus Oberhausen (gehört zu ATEGRIS) |
| München                | - Diakoniewerk München-Marxvorstadt |
| Nürnberg               | - Krankenhaus Martha Maria - Evangelische Hochschule Nürnberg |
| Oldenburg (Oldb)       | - Klinikum Oldenburg (Oldb) |
| Osnabrück              | - Klinikum Osnabrück |
| Rotenburg an der Fulda | - Kreiskrankenhaus Rotenburg a. d. Fulda Betriebs-GmbH - Regionaler Hospizverein e. V. |
| Walsrode               | - Heidekreis-Klinikum |
| Weimar                 | - Sophienhaus- und Hufelandklinikum Weimar |
| Wittenberg             | - Evangelisches Krankenhaus Paul Gerhardt Stift in Wittenberg (zu Johannesstift Diakonie) |